# The Downward Spiral
A The Downward Spiral (ismert Halo 8 címen is) egy 1994-ben megjelent Nine Inch Nails-album. Amint azt a HALO index is mutatja, ez a nyolcadik hivatalos Nine Inch Nails-kiadvány, ezenfelül az együttes harmadik nagylemeze.
Ennek a lemeznek köszönhető, hogy a NIN az 1990-es évek második felében bekerült a köztudatba, különösen a népszerű második kislemez, a Closer megjelenése után, amelyet egy Mark Romanek által rendezett, sokat vitatott videó kísért. Néhány kritikus azt állította, hogy ez az album Trent Reznor alapvető popzenei érzékét mutatja, és képességét, hogy tipikus tabu témákkal ötvözze azt (ahogy a fülbemászó Closer példája is mutatja). A lemez alapjául szolgált az 1995-ben megjelent Further Down the Spiral című remix albumnak. 2001-ben a Q magazin a The Downward Spiralt minden idők 50 legsúlyosabb albumai (50 Heaviest Albums Of All Time) közé sorolta. 2003-ban az album a 200. helyezést érte el a Rolling Stone magazin Minden idők 500 legjobb albuma listáján, ezen kívül szerepel még az 1001 lemez, amit hallanod kell, mielőtt meghalsz listán is.

## Felvételek, háttér
Az album nagy része a Kalifornia állambeli Beverly Hillsben található Le Pigben lett rögzítve, amely egy Reznor által kiépített házi stúdió, abban a házban, ahol Sharon Tate-et meggyilkolták a Manson család tagjai. Mielőtt elköltözött volna, Trent igényét fejezte ki a hírhedt 'pig' ajtóra. 2006 júliusában az ajtó még az (egykori) Nothing Studios területén található, New Orleansban.
| „                                                      | Amikor a Downward Spiral albumon dolgoztam, abban a házban éltem, ahol Sharon Tate-et meggyilkolták. Aztán egy nap találkoztam a lánytestvérével. Véletlen volt, épp összefutottunk. És azt mondta nekem: 'Hasznot húzol a testvérem halálából azzal, hogy a házában laksz?' Ez volt az első alkalom, hogy az egész dolog úgy hatott rám, mintha pofon csaptak volna. Azt feleltem, 'Nem, ez inkább csak az amerikai folklór iránti érdeklődésemről szól. Azon a helyen élek, ahol a történelem egy érdekes része játszódott.' Azt hiszem, ez sosem rázott meg előtte, de akkor igen. Elvesztette a testvérét egy értelmetlen hülyeség miatt, amit én nem akarok támogatni. Amikor hozzám beszélt, akkor gondolkoztam el először azon, hogy 'Mi lenne, ha ez az én testvérem lenne?' És arra gondoltam, hogy 'Bassza meg Charlie Manson.' Hazamentem és sírtam aznap. Rájöttem, hogy van egy másik oldala a dolgoknak, tudod? | ” |
| – Reznor visszaemlékezése a Tate-házban folyt munkáról | |   |

## Koncepció
A The Downward Spiral egy konceptalbum, amely egy olyan karakter történetén alapszik, aki elveszti az élete felett az uralmat, és a döntéseiből kifolyólag egy lefelé tartó spirálban találja magát. Cselekménye követi a karaktert, amint megpróbálja megszabadítani magát a vallás és a társadalom jelmezeitől, a menekülés módszeréül leginkább a szexet és a drogot használva. Végül a karakternek saját belső ürességével kell szembenéznie. Reznor maga bipoláris zavarban (mániás depresszió) szenved, és a lemez készítéséenk idején alkoholizmussal és drogfüggőséggel is küzdött.
A lemez első száma a Mr. Self Destruct a George Lucas által 1971-ben rendezett THX-1138 című sci-fiből származó hangmintával kezdődik. Abból a jelenetből vették, amelyben egy hologramtelevízión ábrázolt jelenetben egy férfit ütlegel egy őr. Maga a szám sötét, agressziójával egy rendkívül erőteljes kezdést ad a lemeznek. Egy másik filmből vett hangminta a női hang, amely a "Reptile" című dalban szerepel 5:06-nál. A minta az A texasi láncfűrészes c. filmből származik.
Az őrültnek ható dobolás a Piggy című dal végén Reznor saját műve. Ez volt az első – és mai napig az egyetlen – kísérlete arra, hogy saját dobolását élőben lemezre rögzítse, valamint az albumon szereplő kevés "élő" dobolások egyike. (További élőben rögzített dobolások: Stephen Perkins az I Do Not Want This és Andy Kubiszewski a The Downward Spiral című dalokban.) Reznor állítása szerint ez onnan jött, hogy a mikrofon beállításait tesztelte éppen a stúdióban, de túlságosan megtetszett neki a hang, ezért nem akarta kihagyni.
A Closer című dalban használt lábdobhangzás egy nagymértékben módosított hangminta (sample), amely eredetileg Iggy Pop Nightclubbing című számából származik, mely a The Idiot című albumán található.
Az album záró száma, a Hurt, melynek legismertebb feldolgozását Johnny Cash készítette röviddel a halála előtt, 2003-ban, aminek köszönhetően a dalt gyakran – tévesen – Cash szerzeményének tulajdonítják. A dalszöveg egy sora módosult a feldolgozásban: a 'crown of shit' ('szarkorona') kifejezésből 'crown of thorns' ('töviskorona') lett, valószínűleg a profanitás elkerülése végett, ill. utalásként Krisztus passiójára. A módosított dalszöveg szerepel a Clean (radio edit) verzióban is.

## Kiadások
- TVT Records / Interscope Records / Atlantic Records 92346-2 – CD
- TVT Records / Interscope Records INTD-92346 – CD újrakiadás
- Interscope Records b0003739-36 – SACD
- Interscope Records b0003762-82 – DVD-A

### Deluxe kiadás
A SACD verzió két lemezből áll. Az egyik egy hibrid CD/SACD. Ez a digitálisan újramasterelt eredeti albumot tartalmazza SACD 5.1 surround és SACD sztereó hangzásban az egyik rétegen (csak SACD-lejátszókkal játszható le), és hagyományos sztereó CD hangzásban a másik rétegen (normál CD-lejátszókon lejátszható). A másik lemez B-oldalakat tartalmaz, filmzenei közreműködéseket, és korábban meg nem jelent demókat, kizárólag sztereó CD hangzásban.
Ez a verzió halo eight DE néven ismert.

### Tizedik évfordulós újrakiadások
2004. november 24-én a The Downward Spiral című albumot újra kiadták, megjelenésének tizedik évfordulója alkalmából. Az újrakiadott album két változatban elérhető: az egyik a 2-lemezes hibrid SACD szett, a másik a DualDisc verzió (DVD-A az egyik oldalon és CD a másikon). A SACD verzió The Downward Spiral: Deluxe Edition néven ismert, a DVD-A verzió The Downward Spiral: DualDisc néven.

### DualDisc

#### CD oldal
A digitálisan újramasterelt eredeti albumot tartalmazza. Lejátszható a legtöbb hagyományos CD-lejátszón.

#### DVD oldal
- a digitálisan újramasterelt, eredeti számok 5.1 surround és sztereó változata
- The Downward Spiral artwork (a DVD-A-lejátszók a zenét, DVD-Video-lejátszók a diavetítést indítják el)
- Videóklipek
  - Closer (5.1 surround és sztereó hangzás választható)
  - March of the Pigs (sztereó)
  - Hurt (sztereó)
- Diszkográfia, (a Broken től kezdődően) minden albumról kb. egyperces válogatott zenei részletekkel

Ez egy észak-amerikai kiadás (1-es DVD régió), és halo eight DVD-A néven ismert.

## Az album dalai

### Eredeti verzió
1. Mr Self Destruct – 4:30
2. Piggy – 4:24
3. Heresy – 3:54
4. March of the Pigs – 2:58
5. Closer – 6:13
6. Ruiner – 4:58
7. The Becoming – 5:31
8. I Do Not Want This – 5:41
9. Big Man With a Gun – 1:36
10. A Warm Place – 3:22
11. Eraser – 4:54
12. Reptile – 6:51
13. The Downward Spiral – 3:57
14. Hurt – 6:13

A japán verzió tartalmazza a Dead Souls c. Joy Division feldolgozást is az A holló c. filmzene albumról a Big Man With a Gun és az A Warm Place c. számok között.

### Deluxe kiadás

#### 1. lemez
- Az eredeti verzióval azonos, bár technikailag kibővített: általánosan 1 dB-lel hangosabb keverés, szabálytalanságok javítása (az előző szám hangjai a következő szám elejére csúsznak)
- SACD réteggel

#### 2. lemez
- Remixek és B-oldalak gyűjteménye. Korábban kiadatlan utolsó három számmal

1. Burn (a Született gyilkosok filmzenéről) – 5:00
2. Closer (Precursor) (a Closer to God kislemezről) (remixelte: Coil, Danny Hyde) – 7:16
3. Piggy (Nothing Can Stop Me Now) (a Further Down the Spiral EP-ről) (remixelte: Rick Rubin) – 4:03
4. A Violet Fluid (a March of the Pigs kislemezről) – 1:04
5. Dead Souls (az A holló filmzenéről) (eredetileg a Joy Division zenekartól) – 4:53
6. Hurt (Quiet) (a Further Down the Spiral (US verzió) EP-ről) (remixelte: Trent Reznor) – 5:08
7. Closer to God (a Closer to God kislemezről) (remixelte: Reznor, Sean Beavan, Brian Pollack) – 5:06
8. All the Pigs, All Lined Up (a March of the Pigs kislemezről) – 7:26
9. Memorabilia – 7:22 (a Closer to God kislemezről) (eredetileg a Soft Cell zenekartól)
10. The Downward Spiral (The Bottom) (a Further Down the Spiral EP-ről) (remixelte: John Balance, Peter Christopherson, Drew McDowall, Hyde) – 7:32
11. Ruiner (Demo) – 4:51
12. Liar (Reptile Demo) – 6:57
13. Heresy (Demo) – 4:00

## Közreműködők
- John Aguto – hangmérnök
- Tom Baker – mastering
- Sean Beavan – keverés
- Adrian Belew – ring mod és texture-generáló gitárok
- Charlie Clouser – programozás, folytonosság
- Flood – producer
- Bill Kennedy – keverés
- Andy Kubiszewski – dobok
- Tommy Lee – steakhouse ("steak-ház")
- Danny Lohner – gitár
- Alan Moulder – keverés
- Stephen Perkins – dobok
- Brian Pollack – hangmérnök
- Trent Reznor – ének, gitár, zongora, arranger, producer
- Chris Vrenna – dobok, programozás, sampling

## Listás helyezések

### Album
| Év   | Lista             | Helyezés |
| ---- | ----------------- | -------- |
| 1994 | The Billboard 200 | 2        |
| 2004 | The Billboard 200 | 19       |

### Kislemezek
| Év   | Kislemez          | Lista                              | Helyezés |
| ---- | ----------------- | ---------------------------------- | -------- |
| 1994 | March of the Pigs | The Billboard Hot 100              | 59       |
| 1994 | Closer            | The Billboard Hot 100              | 41       |
| 1994 | Closer            | Modern Rock Tracks                 | 11       |
| 1994 | Closer            | Mainstream Rock Tracks             | 35       |
| 1994 | Closer            | Hot Dance Music/Club Play          | 29       |
| 1994 | Closer            | Hot Dance Music/Maxi-Singles Sales | 29       |
| 1994 | Piggy             | Modern Rock Tracks                 | 20       |
| 1995 | Hurt              | Modern Rock Tracks                 | 8        |
| 1995 | Hurt              | Mainstream Rock Tracks             | 10       |

## Külső hivatkozások
- Hivatalos Nine Inch Nails oldal
- Hivatalos The Downward Spiral 10th Anniversary Edition oldal
- Album koncept leírások az Everything2.com oldalon
- Halo 8 a NINCollector.com oldalon
- The Downward Spiral (US CD) a discogs.com oldalon
- The Downward Spiral (US LP) a discogs.com oldalon
- The Downward Spiral (EU CD) a discogs.com oldalon
- The Downward Spiral: Deluxe Edition (US 2xCD) a discogs.com oldalon
- Halo 8 dalszövegek